# Соцфилэкс-86
«Соцфилэкс-86» (чеш. Socfilex'86) — название международной филателистической выставки в формате «Соцфилэкс», которая проходила в июне 1986 года в Колине (ЧССР). Выставка была приурочена к 65-летию Коммунистической партии Чехословакии и проведению её XVII съезда.

## Описание
Выставка проводилась с 20 по 29 июня 1986 года в Колине, в Доме культуры. Проходила она под девизом «По ленинскому пути за счастливую жизнь человечества и прочный мир». В выставке принимали участие коллекционеры из СССР, ЧССР, ГДР, НРБ, ВНР, ПНР, СРР, МНР и Кубы. На выставке были представлены в официальном классе марки из коллекций почтовых музеев всех стран участниц (кроме Монголии). В тематических классах демонстрировались 92 коллекции, в том числе 63 — в классе «Соцфилэкс».
Международное жюри состояло из представителей семи союзов филателистов социалистических стран. Председателем жюри был Северин Зрубец (ЧССР), секретарём П. Питтерманн (ЧССР), членами жюри: Х. Бялек (ПНР), К. Дунгер (ГДР), А. Н. Губа (СССР), И. Хауптман (ЧССР), Л. Молнар (ВНР), Б. Помпилиу (СРР), М. Василев (НРБ) и В. Виклицкий (ЧССР); наблюдатели: М. Ангер и В Мюллер (оба из ЧССР).
Во время работы выставки состоялось совещание представителей союзов филателистов социалистических стран, на котором были заслушаны выступления о деятельности этих организаций по дальнейшему развитию сотрудничества, а также рассмотрены вопросы подготовки членов жюри для национальных и международных филателистических смотров. Заслушано было также сообщение о предстоящем 55-м конгрессе ФИП и Всемирной филателистической выставке «Прага-1988». Все делегации филателистов были приняты в районном национальном комитете Колина.

## Награды выставки
Медалями были награждены участники из следующих стран:
| Страна | Золотая медаль | Малая золотая медаль | Большая позолоченная медаль | Малая позолоченная медаль | Большая серебряная медаль | Малая серебряная медаль | Посеребрённая медаль | Бронзовая медаль |
| ------ | -------------- | -------------------- | --------------------------- | ------------------------- | ------------------------- | ----------------------- | -------------------- | ---------------- |
| НРБ    | —              | —                    | 1                           | 1                         | 2                         | 5                       | 1                    | —                |
| ЧССР   | —              | 1                    | 1                           | 7                         | 11                        | 7                       | —                    | —                |
| ВНР    | —              | —                    | —                           | 1                         | 3                         | 3                       | 1                    | —                |
| МНР    | —              | —                    | —                           | —                         | —                         | —                       | 5                    | —                |
| ГДР    | 1              | —                    | 3                           | 2                         | 4                         | 4                       | 1                    | —                |
| ПНР    | —              | —                    | —                           | 1                         | 3                         | 1                       | 1                    | —                |
| СРР    | —              | —                    | —                           | 1                         | —                         | 2                       | 3                    | —                |
| СССР   | 1              | —                    | 2                           | 3                         | 2                         | —                       | 2                    | —                |
| Куба   | —              | —                    | —                           | —                         | —                         | 2                       | 2                    | —                |

Награды в классе «Соцфилэкс»
Главный приз и золотую медаль получила коллекция В. В. Синегубова «Моряки в борьбе за власть Советов». Золотую медаль также получила коллекция Дитера Ландрока (ГДР) «Никогда не забудем».
- Большие позолоченные медали получили следующие экспонаты:
  - коллекция А. А. Розанова «Великий подвиг армии и народа»;
  - коллекция Л. Л. Колосова «Почта Советской Белоруссии»;
  - коллекция Димитра Караева (НРБ) «Боевая русско-болгарская и болгарско-русская дружба».
- Малые позолоченные медали получили следующие экспонаты:
  - коллекция Я. С. Альтера «В. И. Ленин — жизнь и деятельность»;
  - коллекция Ю. С. Лурье «Рыцари пятого океана»;
  - коллекция Я. А. Озолиньша «Нет — фашизму»;[2]
  - коллекция Г. Цветанова (НРБ) «Борьба болгарского народа за независимость и социализм»;
  - коллекция А. Мезалитовски (ПНР) «Свобода пришла с востока»;
  - коллекция П. Ференци (ВНР) «Демократическая Венгрия»;
  - коллекция И. Борча (СРР) «Борьба за свободу румынского народа»[3].
- Большие серебряные медали получили следующие экспонаты:
  - разработка Н. В. Висленева «Путь к социализму»;
  - собрание И. Ф. Мущенко «Стандартные почтовые карточки СССР 1923—1934 гг.».
- Посеребрённых медалей были удостоены:
  - коллекция С. В. Веденского «Народы мира о Ленине и Октябре»;
  - коллекция А. В. Карасёва-Лещинского «Место работы — „Салют“»[2]

Награды в классе традиционной филателии
В этом классе высшую оценку — золотую медаль получил Зденек Мекуна из Чехословакии за экспонат «РСФСР. 1918—1923 гг.»
Награды в литературном классе
На выставке класс литературы был представлен широко, демонстрировалось 44 экспоната, из которых 10 были советскими.
Сборник «Советский коллекционер» № 22 и 23 был удостоен позолоченной медали.
- Большую серебряную медали получили:
  - журнал «Филателия СССР»;
  - книга А. Н. Котырева «Почтовая марка и художник»;
  - книга В. П. Маркова «Во славу Родины»;
  - книга А. Д. Гдалина «Подготовка коллекции к выставке»;
  - книга Л. Л. Колосова «Филателия о Белоруссии»;
  - книга Ю. М. Климова «Искусство на почтовых марках».
- Малой серебряной медалью были награждены:
  - книга Н. Н. Максименко «Каталог КПД и КМ».
- Посеребрённые медали получили:
  - ЦФА «Союзпечать» за ежегодные каталоги марок СССР 1984 и 1985 годов;
  - «Каталог почтовых марок Кубы и ЧССР 1973—1982 гг.» С. В. Немчинова[2].

В решении жюри было отмечено, что «Соцфилэкс-86» своим идейным содержанием отражает активную общественно-политическую позицию стран социалистического содружества в современном мире и отвечает девизу выставки.

## Совещание редакторов
В рамках выставки было проведено совещание редакторов филателистических журналов соцстран, в котором участвовали главные редакторы следующих периодических изданий:
- журнала «Заммлер экспресс» (нем. «Sammler Express»; ГДР) — А. Петер,
- журнала «Филателен преглед» (НРБ) — Иван Костов,
- журнала «Филателиста» (пол. «Filatelista»; ПНР) — Е. Клима,
- журнала «Филателия СССР» — Игорь Чехов,
- журнала «Филателие» (чеш. «Filatelie»; ЧССР) — Витезлав Гоушка,
- журнала «Филателиа Кубана» (исп. «Filatelia Cubana»; Куба) — Хосе Игнасио Абреу.

Кроме того, на эту встречу были приглашены:
- представитель Всевенгерского союза филателистов Д. Шоки,
- представитель союза филателистов СРР Б. Помпилиу,
- президент ФИП, председатель Союза филателистов ЧССР Л. Дворжачек (чеш. Ladislav Dvořáček).

На совещании были высказаны и одобрены предложения о публикации в журналах обзоров наиболее интересных статей, появляющихся в периодической филателистической печати, материалов, освещающих знаменательные события в жизни того или иного филателистического союза социалистической страны, аннотаций на особо популярные книги по филателии и др.

## «Соцфилэкс-86» в филателии
Почта ЧССР посвятила выставке специальную карточку номиналом в 5 крон с видом города Колин. Проводилось гашение специальным почтовым штемпелем. Министерство связи СССР отметило это событие выпуском художественного маркированного конверта, который на Международном почтамте в Москве гасился специальным штемпелем. Аналогичные выпуски были и в других социалистических странах.